# نیمه تاریک قلب
نیمهٔ تاریک قلب (به اسپانیایی: El lado oscuro del corazón) یک فیلم محصول آرژانتین در سبک درام به کارگردانی الیسئو آلبرتو سوبیلا است که در سال ۱۹۹۲ منتشر شد. از بازیگران آن می‌توان به داریو گراندینتی و میگل آنخل سولا اشاره کرد.
این فیلم به‌عنوان فیلمی آرژانتینی برای بخش بهترین فیلم خارجی‌زبان در شصت و پنجمین دوره جوایز اسکار انتخاب شد، ولی نتوانست به‌عنوان نامزد پذیرفته شود.